# Капыревщинское сельское поселение
Капы́ревщинское се́льское поселе́ние — муниципальное образование в составе Ярцевского района Смоленской области России.
Административный центр — деревня Капыревщина.
Главой поселения и Главой администрации является Гращенков Константин Александрович.

## Географические данные
- Расположение: восточная часть Ярцевского района
- Граничит:
  - на северо-востоке — с Миропольским сельским поселением
  - на востоке — с Сафоновским районом
  - на юго-востоке — с Суетовским сельским поселением
  - на юго-западе — с Зайцевским сельским поселением
  - на западе — с Кротовским сельским поселением
  - на северо-западе — с Репинским сельским поселением
- По территории поселения проходит автодорога Ярцево — Холм-Жирковский.
- Крупные реки: Вопь, Ведоса, Вотря.

## История
Образовано Законом Смоленской области от 28 декабря 2004 года. Законом Смоленской области от 25 мая 2017 года, в Капыревщинское сельское поселение с 5 июня 2017 года были включены все населённые пункты четырёх упразднённых сельских поселений: Кротовского, Львовского, Миропольского и Репинского.

## Население
| 2007  | 2011  | 2012  | 2013  | 2014  | 2015  | 2016  |
| ----- | ----- | ----- | ----- | ----- | ----- | ----- |
| 1881  | ↘1431 | ↗1475 | ↗1500 | ↗1519 | ↘1466 | ↘1402 |
| 2017  | 2018  | 2019  | 2020  | 2021  |       |       |
| ↘1340 | ↗2147 | ↘2105 | ↘2030 | ↘1982 |       |       |

## Населённые пункты
В состав поселения входят следующие 48 населённых пунктов:
| №  | Населённый пункт | Тип     | Население |
| -- | ---------------- | ------- | --------- |
| 1  | Балыки           | деревня | 1         |
| 2  | Большое Пивкино  | деревня | 0         |
| 3  | Большое-Бердяево | деревня | 8         |
| 4  | Бракулино        | деревня | 1         |
| 5  | Верхоповье       | деревня | 0         |
| 6  | Ветлицы          | деревня | 3         |
| 7  | Глисница         | деревня | 0         |
| 8  | Голочево         | деревня | 4         |
| 9  | Городна          | деревня | 4         |
| 10 | Дедово           | деревня | 1         |
| 11 | Дмитрово         | деревня | 0         |
| 12 | Ерзаки           | деревня | 0         |
| 13 | Жуково           | деревня | 3         |
| 14 | Завозни          | деревня | 13        |
| 15 | Задняя           | деревня | 6         |
| 16 | Захолынь         | деревня | 15        |
| 17 | Зубовщина        | деревня | 0         |
| 18 | Исаково          | деревня | 3         |
| 19 | Калиновка        | деревня | 6         |
| 20 | Капыревщина      | деревня | 759       |
| 21 | Климово          | деревня | 69        |
| 22 | Кречеца          | деревня | 10        |
| 23 | Кротово          | деревня | 130       |
| 24 | Левашово         | деревня | 4         |
| 25 | Лесничество      | посёлок | 0         |
| 26 | Лосево           | деревня | 26        |
| 27 | Львово           | деревня | 179       |
| 28 | Льнозавода       | посёлок | 266       |
| 29 | Малое Пивкино    | деревня | 0         |
| 30 | Малое-Бердяево   | деревня | 4         |
| 31 | Мирополье        | деревня | 226       |
| 32 | Новосёлки        | деревня | 0         |
| 33 | Павлово          | деревня | 0         |
| 34 | Печеничено       | деревня | 81        |
| 35 | Плаксино         | деревня | 4         |
| 36 | ПМК              | посёлок | 215       |
| 37 | Подселица        | деревня | 1         |
| 38 | Репино           | деревня | 293       |
| 39 | Рядыни           | деревня | 4         |
| 40 | Самсоново        | деревня | 78        |
| 41 | Слизино          | деревня | 5         |
| 42 | Солнечная        | деревня | 46        |
| 43 | Староселье       | деревня | 4         |
| 44 | Суховарино       | деревня | 19        |
| 45 | Устье            | деревня | 2         |
| 46 | Хатченки         | деревня | 3         |
| 47 | Чуркино          | деревня | 11        |
| 48 | Шурково          | деревня | 11        |

### Упразднённые населённые пункты
- Сеченки
- Ново-Сочнево
- Морохово
- Демяшонки

## Экономика
Сельхозпредприятия, пищевая промышленность, лесо и льнопереработка.